# Héninel
Héninel je francouzská obec v departementu Pas-de-Calais v regionu Hauts-de-France. V roce 2014 zde žilo 188 obyvatel.

## Poloha obce
Sousední obce jsou: Croisilles, Fontaine-lès-Croisilles, Guémappe, Chérisy, Saint-Martin-sur-Cojeul a Wancourt.

## Vývoj počtu obyvatel
Počet obyvatel